# 天王村 (新潟県)
天王村（てんのうむら）は、かつて新潟県北蒲原郡にあった村。

## 沿革
- 1889年（明治22年）4月1日 - 町村制施行に伴い北蒲原郡天王新田、乗廻村、中之目、三ツ椡村、三ツ椡新田、三ツ椡新田新田、新川村が合併し、天王村が発足。
- 1901年（明治34年）11月1日 - 北蒲原郡中浦村、荒橋村と合併し、中浦村を新設して消滅。

## 村長
- 市島徳治郎